# Y·P·辛格
约根德拉·普拉塔普·辛格（英語：Yogendra Pratap Singh），簡稱Y·P·辛格（Y. P. Singh），印度外交官，曾任印度駐尼日爾大使、印度駐曼德勒總領事等职务。

## 經歷
2007年7月18日至2010年8月10日任印度駐曼德勒總領事。2010年6月17日被任命爲首任印度駐尼日爾大使。2010年8月至2013年2月，任印度駐尼日爾大使。